# Erythrina poeppigiana
Erythrina poeppigiana là một loài thực vật có hoa trong họ Đậu. Loài này được (Walp.) O.F.Cook miêu tả khoa học đầu tiên.

## Hình ảnh

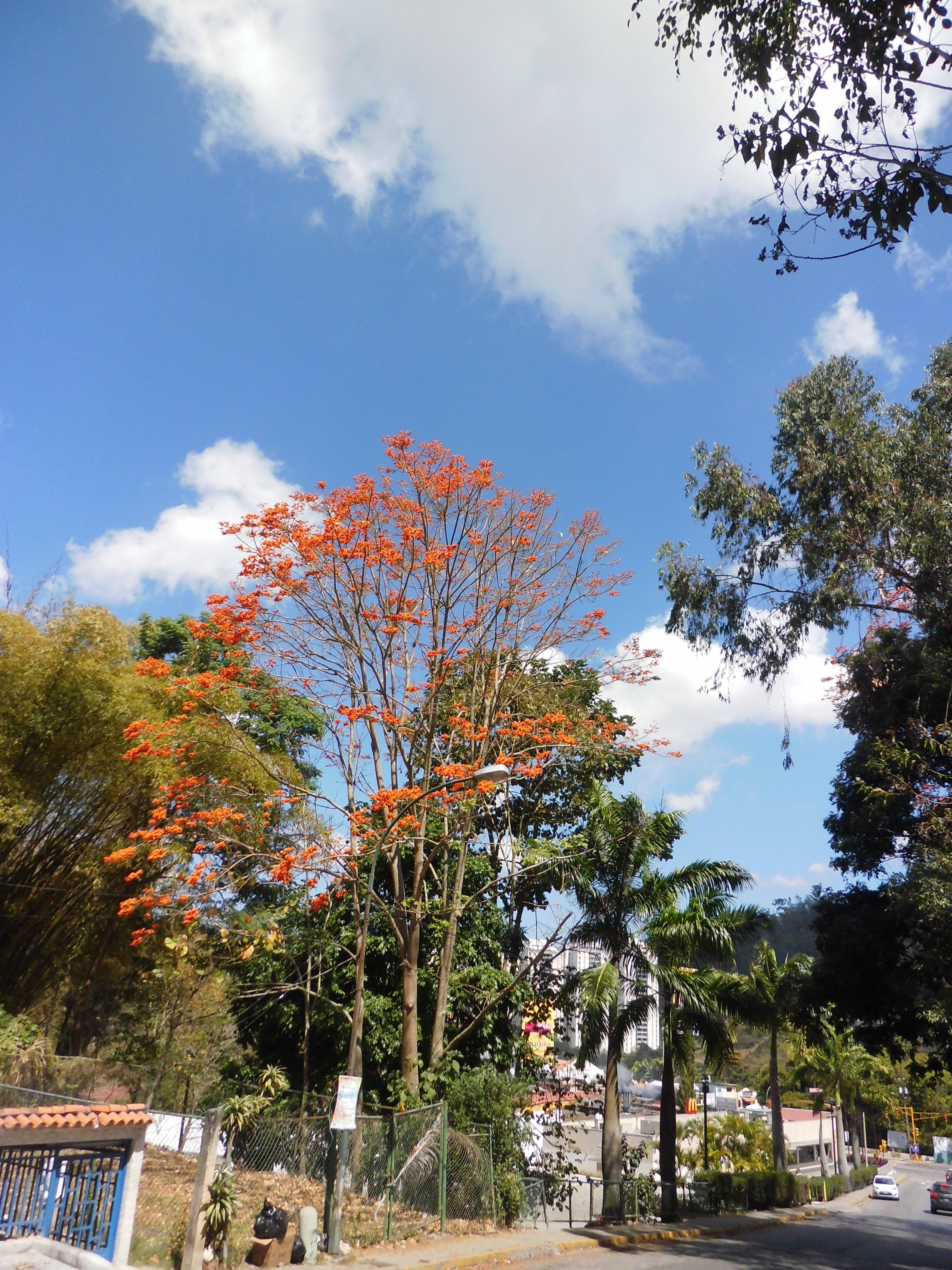
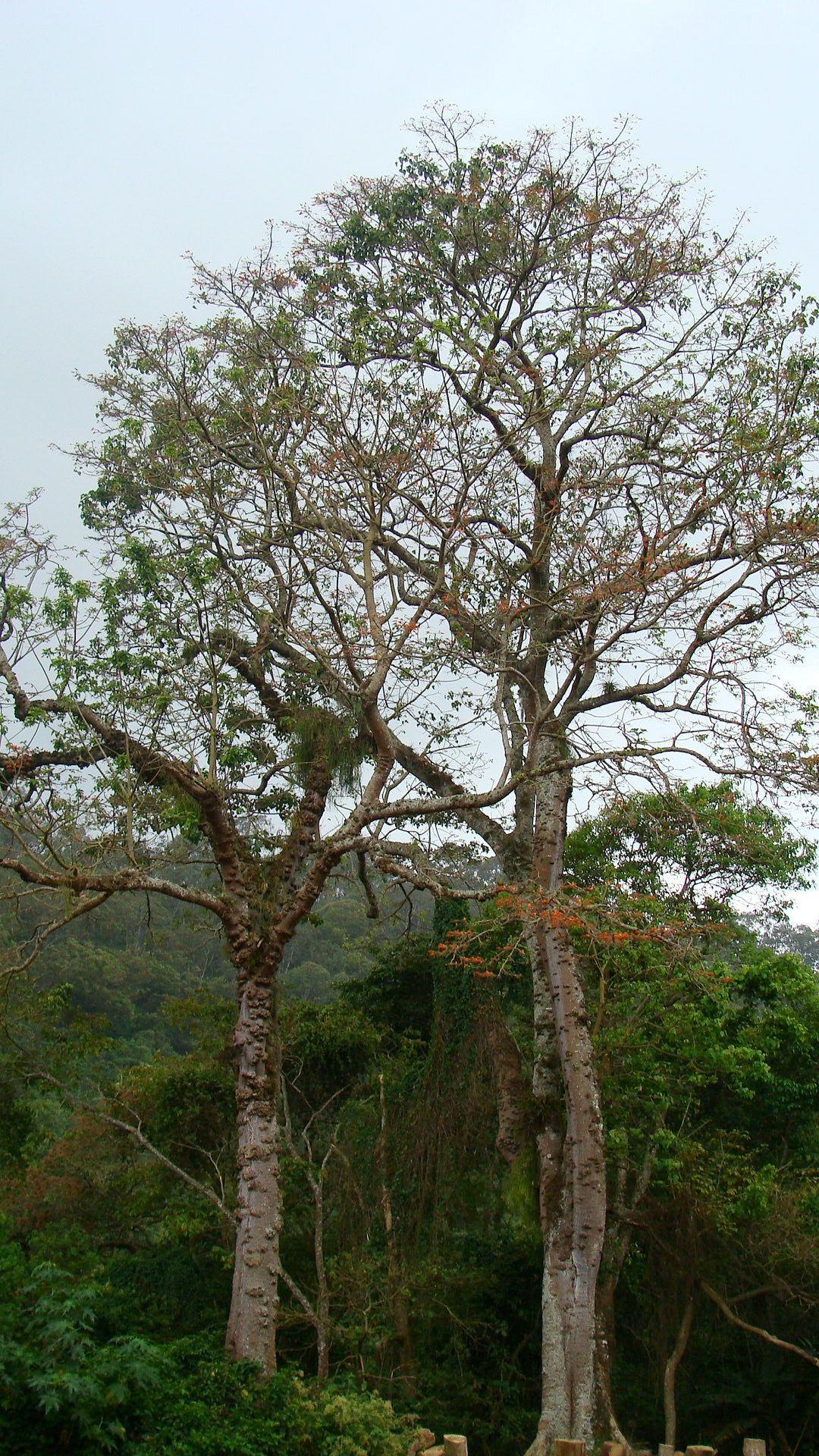
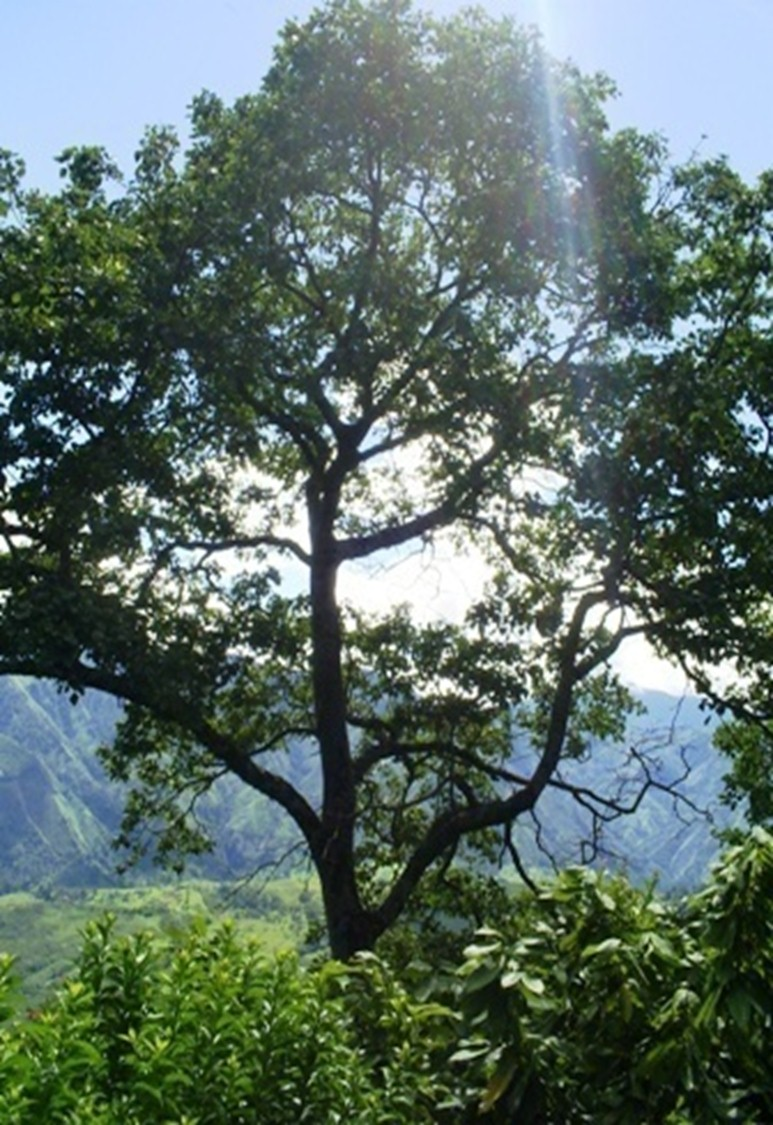
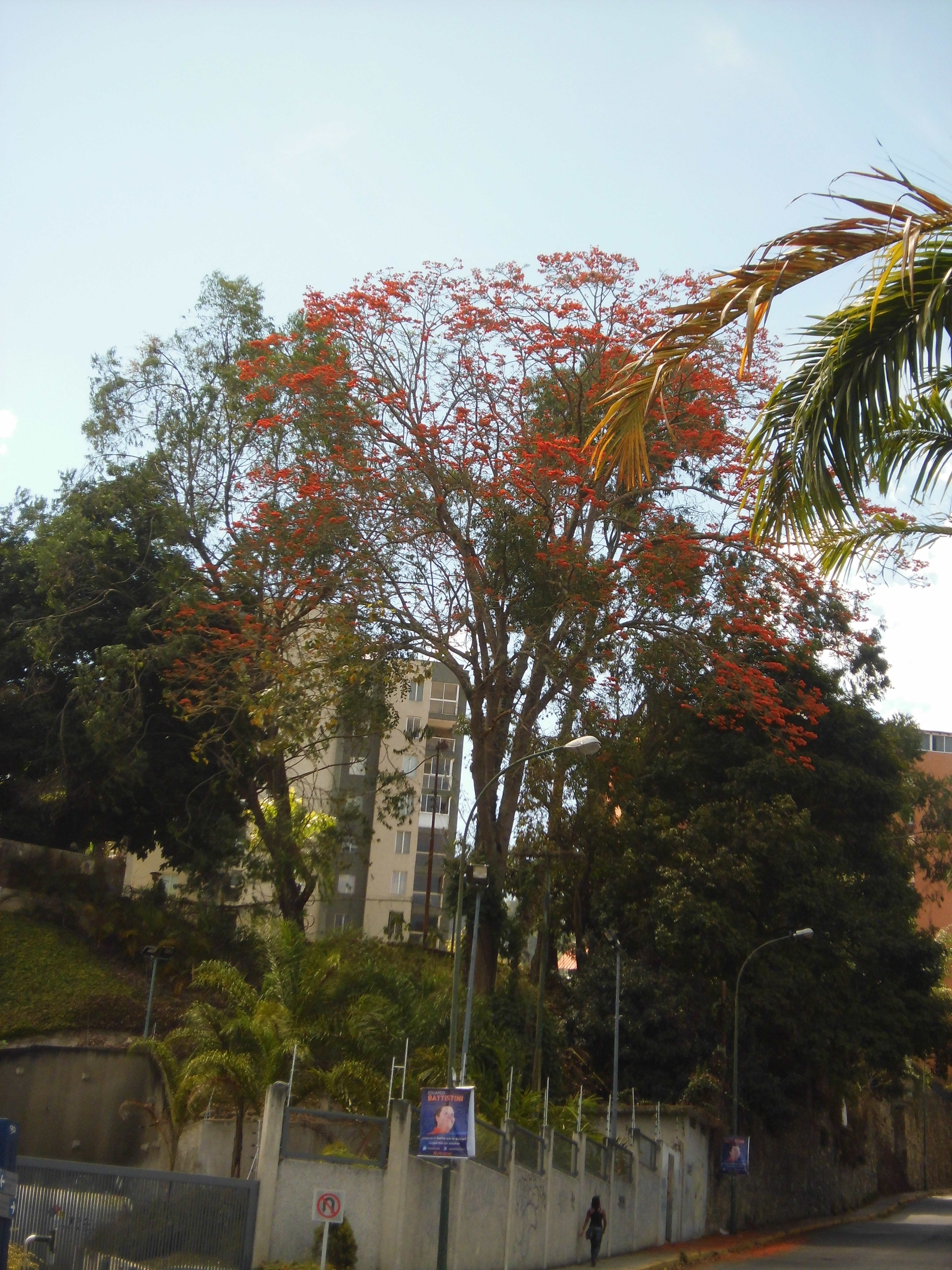
Erythrina poeppigiana - Museum specimen